# Dodona venox
Dodona venox är en fjärilsart som beskrevs av Hans Fruhstorfer 1912. Dodona venox ingår i släktet Dodona och familjen Riodinidae. Inga underarter finns listade i Catalogue of Life.